# Санта-Текла
Санта-Текла (исп. Santa Tecla) — город в Сальвадоре, на Панамериканском шоссе, административный центр департамента Ла-Либертад.
Город был назван в честь святой Фёклы, которая была святой ранней христианской церкви и, как сообщается, последовательницей Павла из Тарса в 1 веке н.э. Она не упоминается в Новом Завете, но самые ранние записи о ней происходят из апокрифических деяний Павла и Феклы, вероятно, составленных в начале 2-го века н.э.

## История
Город был основан в 1852 году под названием Нуэва-Сан-Сальвадор (исп. Nueva San Salvador — «новый Сан-Сальвадор»). В 2003 году городу было присвоено нынешнее название — Санта-Текла, в честь святой Фёклы Иконийской.

## Экономика
Санта-Текла — центр района по производству и торговле кофе. Здесь имеются предприятия текстильной промышленности.

## Известные уроженцы
- Майор Роберто д’Обюссон (1944—1992) — лидер ультраправых сил Сальвадора во время гражданской войны, основатель партии ARENA.
- Роберто д’Обюссон-младший (род. 1968) — старший сын майора д’Обюссона, политик ARENA, с 2015 года алькальд Санта-Теклы.
- Эдуардо д’Обюссон (1974—2007) — младший сын майора д’Обюссона, политический активист ARENA.

## Города-побратимы
- Хихон (исп. Gijon), Испания
- Несодден (норв. Nesodden), Норвегия
- Гранада (исп. Granada), Никарагуа